# Anortoscopio
Un anortoscopio es un dispositivo que demuestra una ilusión óptica que convierte una imagen anamórfica en un disco en una imagen normal mediante una rotación rápida detrás de un disco que gira en sentido contrario con cuatro rendijas radiales. Fue inventado en 1829 por Joseph Plateau, antes de que otros estudios sobre principios similares le llevaran a inventar la animación mediante el fenaquistoscopio en 1832.
Los anortoscopios con fondo negro tienen una imagen translúcida y necesitan una rendija luminosa que gire detrás del disco de imagen. Para hacerlos translúcidos, los discos se impregnaban de aceite en el reverso y se barnizaban por ambas caras.

## Historia

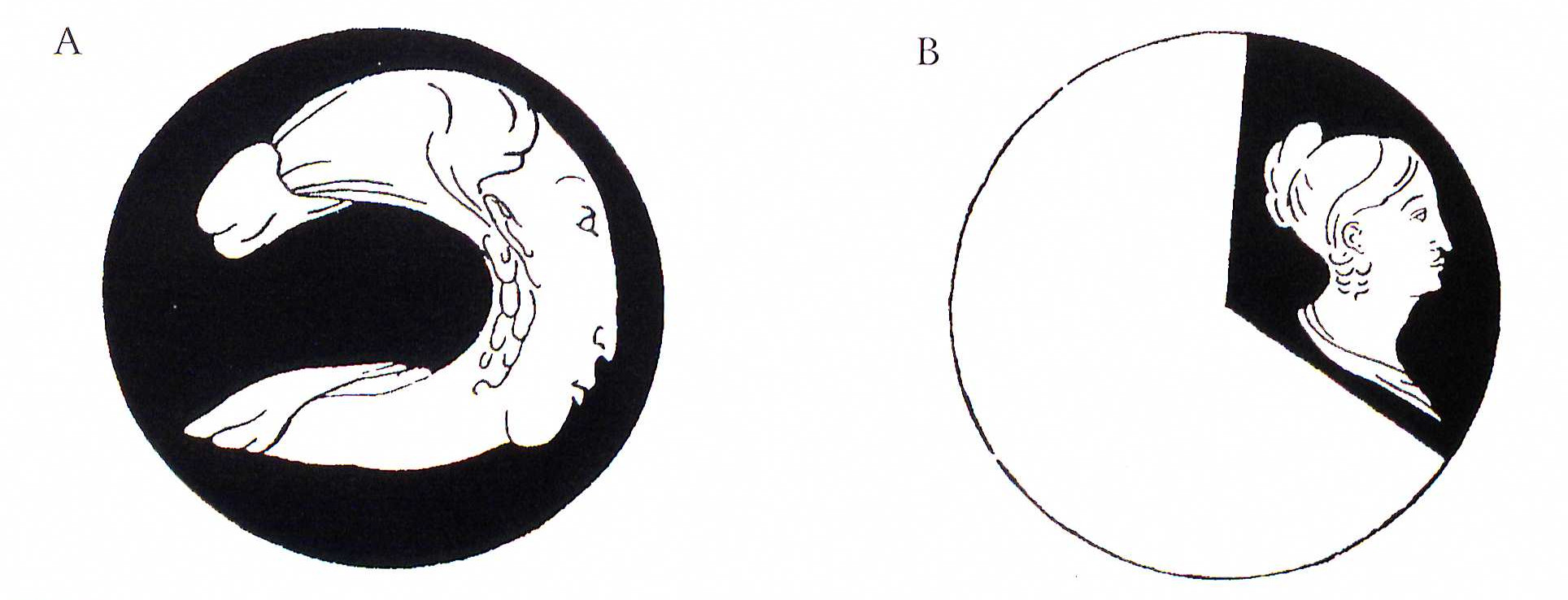
La imagen del disco anamórfico (A) y una de las tres imágenes percibidas al girar (B) como se ilustra en Correspondance Mathématique et Physique - Tome VI (1830)

Como estudiante universitario, Plateau observó en algunos de sus primeros experimentos que al mirar desde una pequeña distancia dos ruedas dentadas concéntricas, que giraban rápidamente en direcciones opuestas, aparecía una ilusión óptica de una rueda inmóvil. Más tarde leyó el artículo de Peter Mark Roget de 1824 Explicación de un engaño óptico en la apariencia de los radios de una rueda cuando se ven a través de aperturas verticales, que abordaba una ilusión similar. Plateau decidió investigar más a fondo el fenómeno y más tarde publicó sus hallazgos en Correspondance Mathématique et Physique en 1828
El 9 de junio de 1829, Plateau presentó su anortoscopio aún sin nombre como une espèce toute nouvelle d'anamorphoses (un tipo de anamorfosis totalmente nuevo]) en su tesis doctoral Sur quelques propriétés des impressions produites par la lumière sur l'organe de la vue, en la Universidad de Lieja. Posteriormente fue traducido y publicado en la revista científica alemana Annalen der Physik und Chemie. Una carta a la Correspondance Mathématique et Physique fechada el 5 de diciembre de 1829 incluía fotografías de un disco y la imagen resultante como ilustración de estas "nuevas especies de anamorfosis".
Plateau retomó este concepto varias veces en la Correspondance Mathématique et Physique y en enero de 1836 decidió finalmente publicar el aparato. Envió una caja con el instrumento a Michael Faraday el 8 de enero de 1836 ya que ambos estudiaban este tipo de fenómenos. Faraday había inspirado previamente a Plateau para utilizar un espejo con discos giratorios, lo que ayudó a Plateau a desarrollar su Fantascopio también conocido como el Fenaquistoscopio. Faraday pensó que el anortoscopio era una hermosa máquina con un efecto excesivamente curioso y bueno, y mencionó: Ha sorprendido maravillosamente a muchos a los que se lo he enseñado y todos se niegan a creer en sus propios ojos y no pueden admitir que las formas que se ven sean las cosas que se miran.
El aparato fue comercializado a partir de 1836 por editores como Newton & Co en Londres, Susse en París (12 discos diferentes) y J. Duboscq en París (al menos 18 discos diferentes).  
Al parecer, Plateau utilizó por primera vez el nombre de "anortoscopio" en una carta a su mentor / editor / amigo Quetelet. Decidió enviar un ejemplo del aparato a la señorita Quetelet como regalo. Poco después, lo presentó a la Real Academia de Bruselas en 1836.
Joseph Plateau creó una combinación de su Fantascopio (o Fenaquistoscopio) y el Anortoscopio en algún momento entre 1844 y 1849, dando como resultado un disco transparente retroiluminado con una secuencia de figuras que se animan cuando se gira detrás de un disco negro con cuatro rendijas iluminadas que gira cuatro veces más rápido. A diferencia del fénakisticope, varias personas podían ver la animación al mismo tiempo. Este sistema no se ha comercializado; los dos únicos discos conocidos hechos a mano se encuentran en la colección Joseph Plateau de la Universidad de Gante. El pintor belga Jean Baptiste Madou creó las primeras imágenes de estos discos y Plateau pintó las partes sucesivas.

## sigloXXI
En 2007 se publicó un artículo científico sobre los efectos del anortoscopio.
Un raro juego de anortoscopios de 1836 completado por Susse con doce discos fue subastado por 44 000€ en 2013. Los otros dos conjuntos existentes conocidos de esta edición se encuentran en la colección Werner Nekes y en la colección Joseph Plateau del Museo de Ciencias de la Universidad de Gante.